# クリスティアン・ブルンメンフェルト
クリスティアン・ブルンメンフェルト（諾: Kristian Blummenfelt、1994年2月14日 - ）はノルウェーのトライアスロン選手。 2020年東京オリンピックトライアスロン男子個人金メダリスト。

## 経歴
2015年、ヨーロッパ選手権で3位。2016年、リオオリンピックに出場し、13位であった。
2017年、世界トライアスロンシリーズでは3大会で2位、1大会で3位に入り、年間総合3位となった。
2018年、世界トライアスロンシリーズでは3大会で2位に入ったが、年間総合5位となった。アイアンマン70.3中東選手権では2年連続優勝となり、3時間29分04秒の世界新記録をマーク。
2019年、世界トライアスロンシリーズで年間総合10位となった。フランスのニースで開催されたアイアンマン70.3世界選手権では4位に入賞。アイアンマン70.3中東選手権では3年連続優勝となり、3時間25分21秒で世界記録を更新した。
2021年、東京オリンピックでは金メダルを獲得した。また、2021年の世界トライアスロンシリーズ最終戦のエドモントンでは接戦を制し、横浜大会、東京オリンピック、エドモントン大会と3大会で1位になった事で総合優勝のタイトルを手に入れた。
その後、ブルンメンフェルトはアイアンマンレースを含む長距離レースに挑戦する。初挑戦となるアイアンマン・コスメルにおいて、7時間21分12秒の世界新記録をマークし優勝した。